# Agia Napa
Agia Napa (řecky Αγία Νάπα) je obec a turistické letovisko v distriktu Famagusta na Kypru, která má přibližně 3 200 obyvatel. Nachází se na jihovýchodním pobřeží ostrova nedaleko mysu Greko v oblasti nazývané Kokkinochoria (červené vesnice) podle červeně zbarvené půdy.

## Další informace
Název města znamená „svatá rokle“. Je spojen s nálezem ikony Panny Marie, který vedl za benátské nadvlády ve 12. století k založení kláštera. Osada vznikla u kláštera okolo roku 1790 a byla nevýznamnou rybářskou vesnicí až do sedmdesátých let, kdy se sem v důsledku turecké invaze přemístili turisté z resortů v severní části ostrova.
Agia Napa je největším turistickým letoviskem na Kypru. Za rok 2018 se zde objevilo okolo 700 000 zahraničních návštěvníků, většinu z nich tvořili Rusové, Britové a Švédové. Nachází se zde 27 pláží, z toho 14 má modrou vlajku, nejnavštěvovanější z nich je Nissi. Agia Napa má množství barů a diskoték, námořní muzeum, akvapark a sochařský park, od roku 1985 se zde každoročně v září koná velký mezinárodní kulturní festival.
Místo je známé také díky legendě o mořském netvoru.

## Galerie

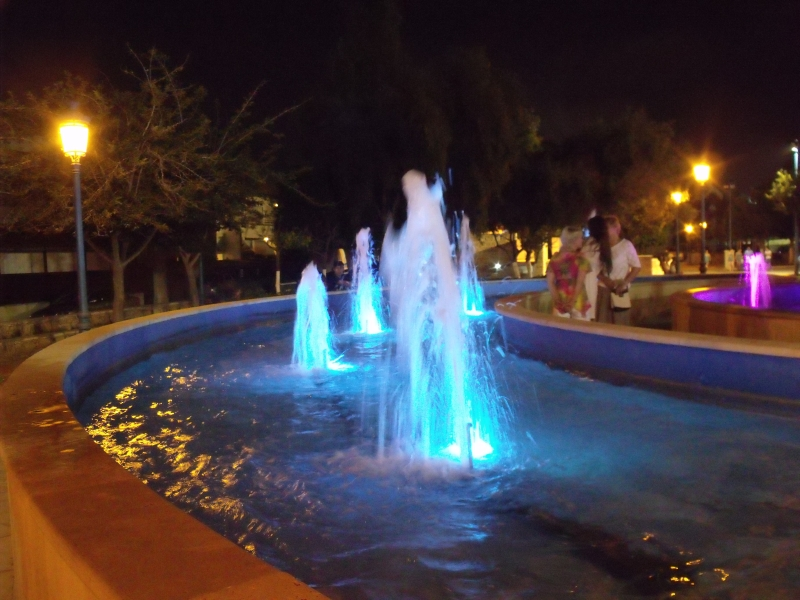
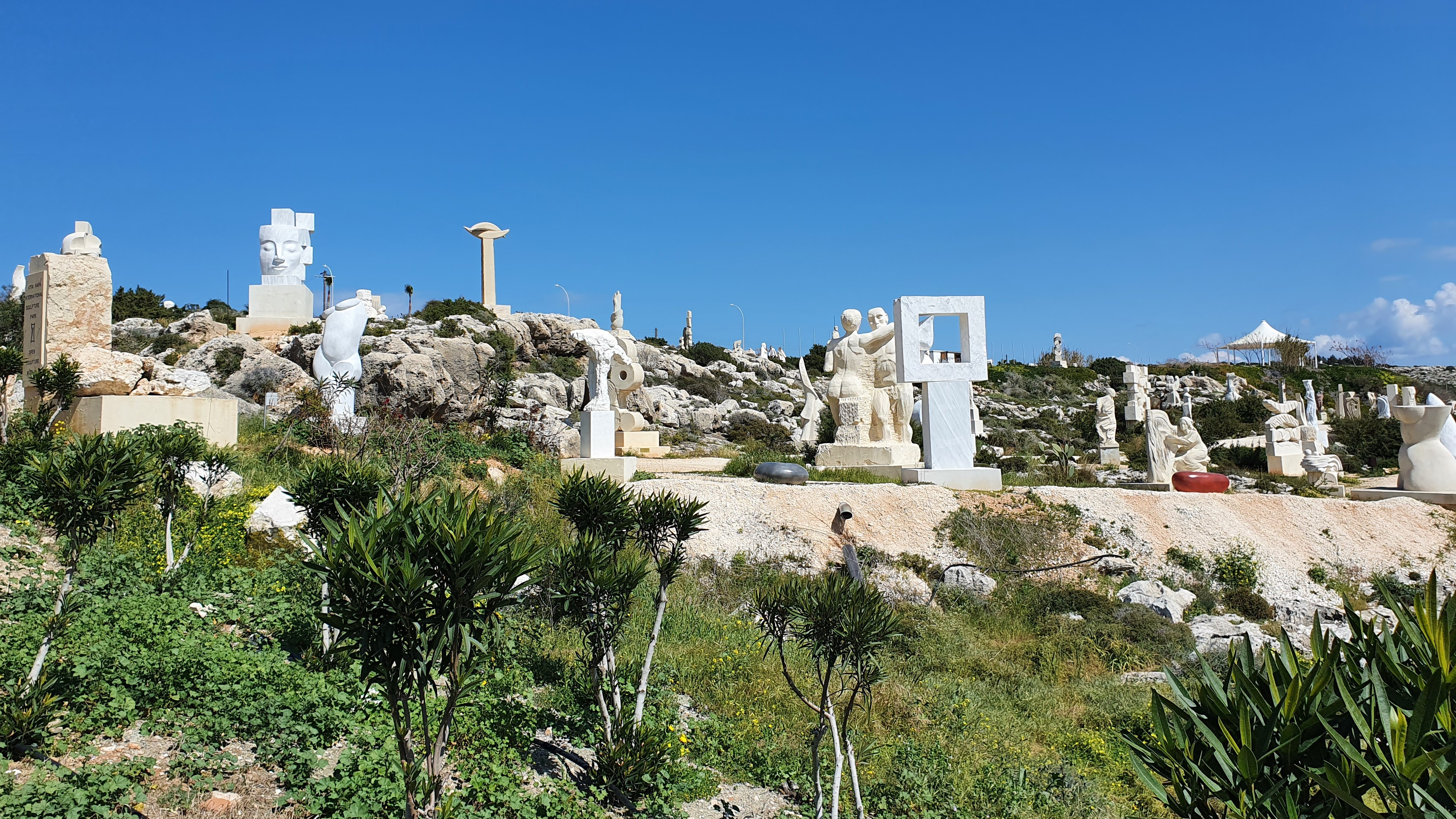
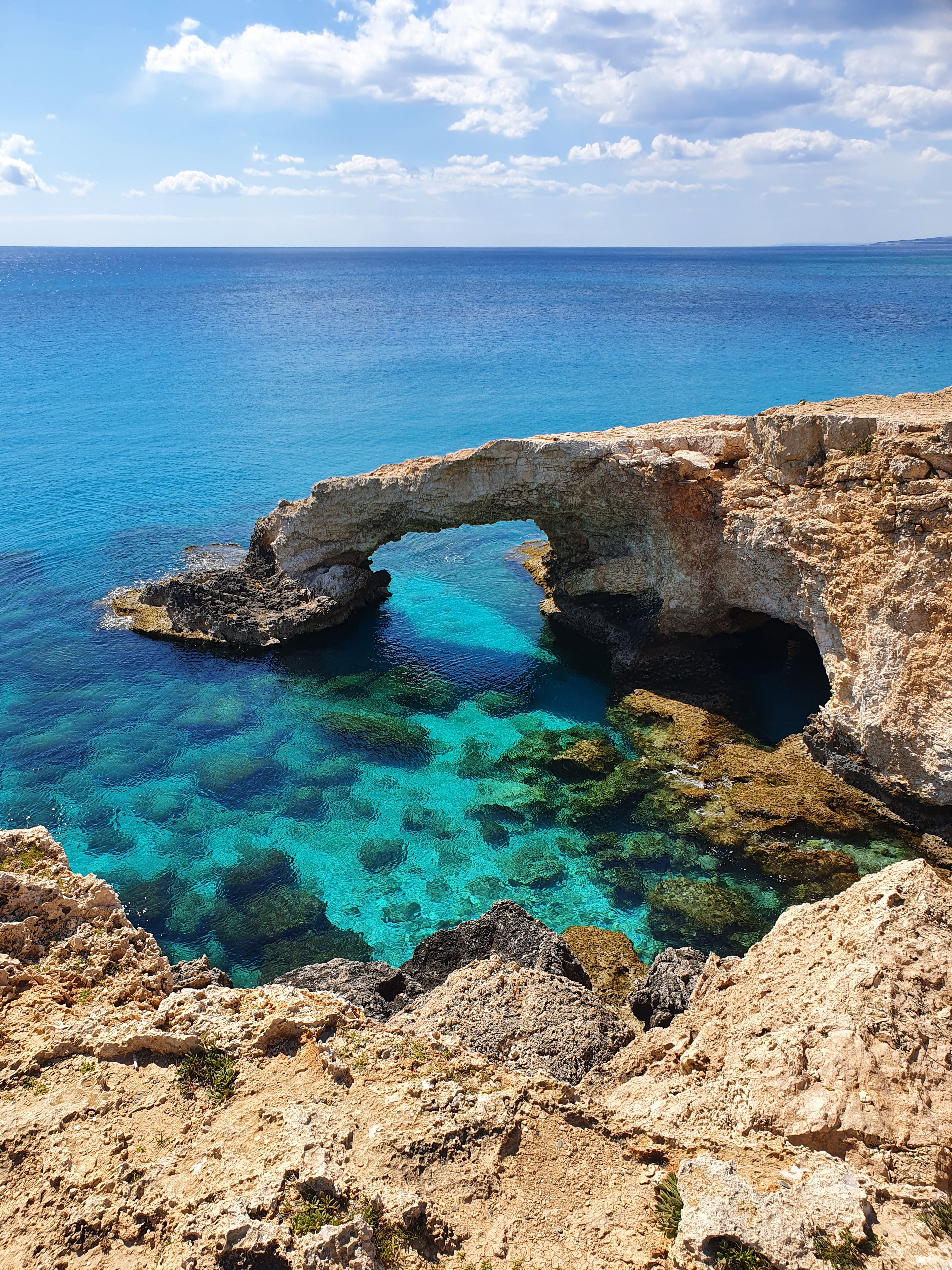
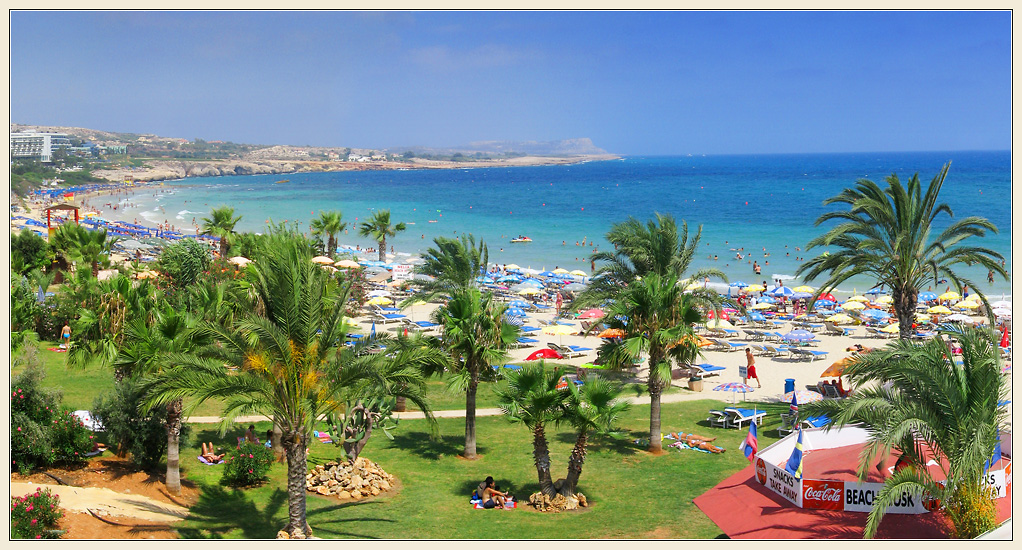
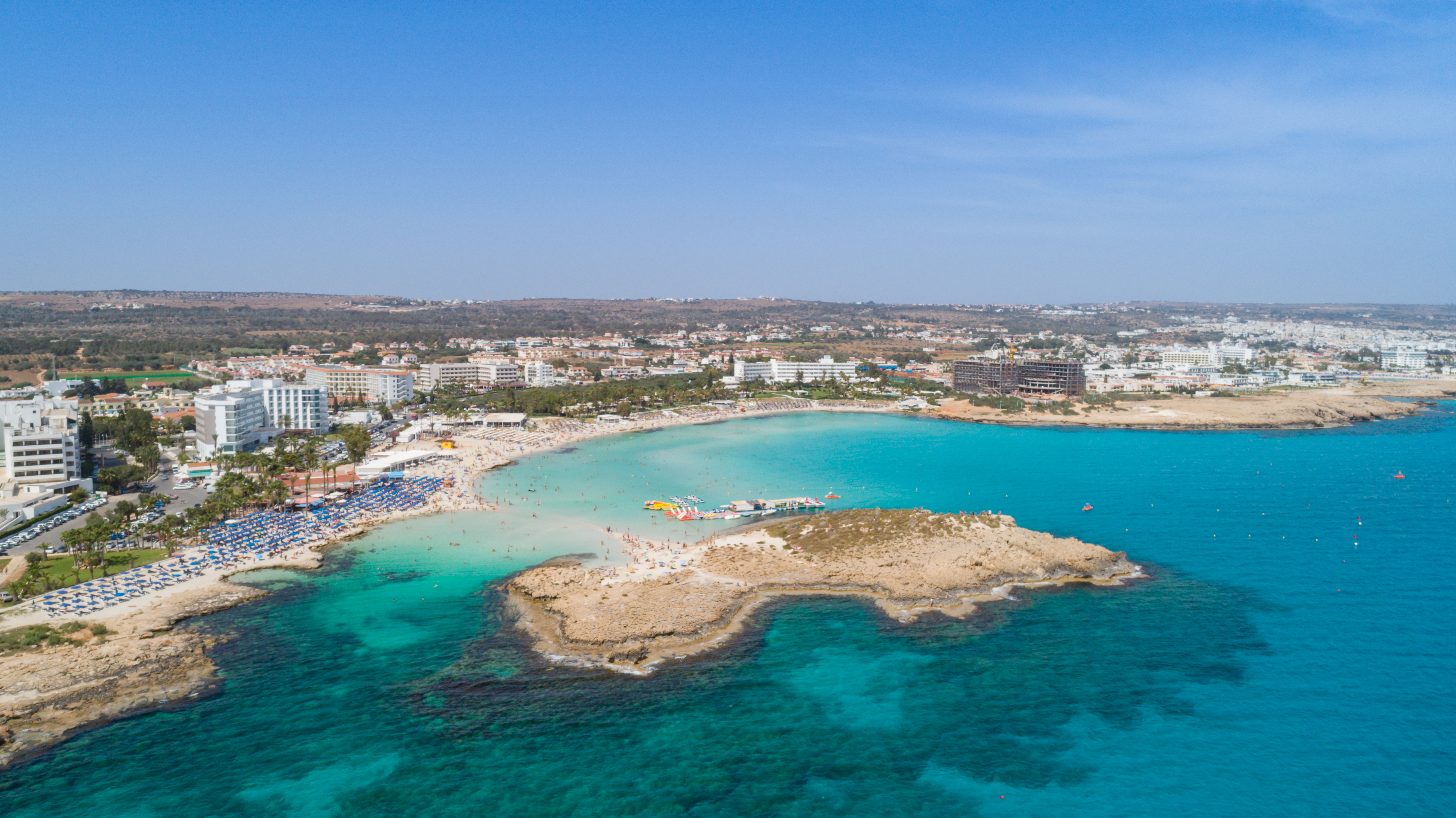
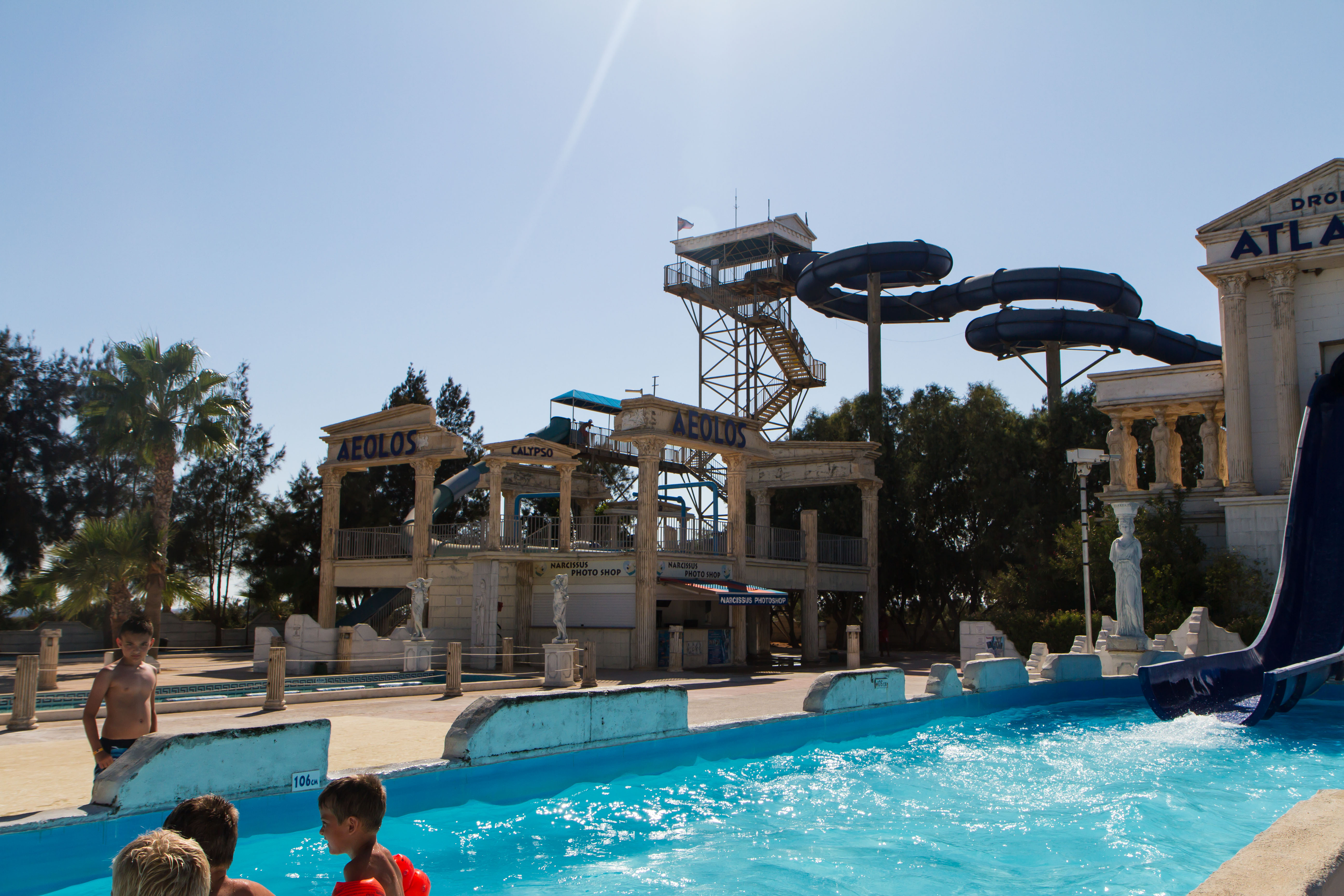